# Rock the Casbah (film, 2013)
Pour les articles homonymes, voir Rock the Casbah (homonymie).
Pour plus de détails, voir Fiche technique et Distribution.
Rock the Casbah est une comédie dramatique franco-marocaine réalisée par Laïla Marrakchi et sortie en 2013.

## Synopsis
À Tanger, à la mort d’un riche entrepreneur, Moulay Hassan, sa famille et ses amis se retrouvent pour les trois jours des funérailles dans sa grande maison. Il y a là sa veuve, Aïcha, garante de la réputation de la famille, la grand-mère fantasque et cyclothymique, Lalla Zaza, la fidèle domestique, Yacout, et les deux filles aînées, Miriam, langue de vipère obsédée par sa beauté et Kenza, professeure bigote et complètement coincée, leurs maris et leurs enfants
La plus jeune fille, Sofia, revient des États-Unis où elle est actrice dans des rôles de terroriste, sans son mari, Jason, mais avec leur fils, Noah. Le mystérieux Zakaria, le fils de Yacout, apparaît également. Dans le feu de l’émotion, le choc des cultures, l’explosion des frustrations et le règlement de la succession de Moulay Hassan, de lourds secrets de famille sont révélés .

## Fiche technique
- Titre : Rock the Casbah
- Réalisation : Laïla Marrakchi
- Scénario : Laïla Marrakchi
- Musique : Laurent Garnier et Rob
- Photographie : Pierric Gantelmi d'Ille
- Montage : Jennifer Augé
- Décors : Benoît Barouh
- Producteur : 
  - Producteur associé : Alexandre Aja, Matthieu Prada et Jonathan Blumental
  - Coproducteur : Romain Le Grand, Souad Lamriki et Bénédicte Bellocq
- Producteur délégué : Stéphanie Carreras
- Production : Estrella et Pathé
  - Coproduction : Agora Films
  - SOFICA : Cinémage 7, Cofinova 8
- Distribution : Pathé Distribution
- Pays :  Maroc,  France
- Durée : 100 minutes
- Genre : comédie dramatique
- Dates de sortie : 
  -  France : 11 septembre 2013

## Distribution
- Morjana Alaoui : Sofia, la fille actrice
- Nadine Labaki : Miriam, la fille obsédée par sa beauté
- Lubna Azabal : Kenza, la fille professeur
- Hiam Abbass : Aïcha, la mère
- Adel Bencherif : Zakaria, le fils de Yacout
- Raouia (Fatima Hernadi) : Yacout, la domestique
- Omar Sharif : Moulay Hassan, le père qui vient de mourir
- Assia Bentria : Lalla Zaza, la grand-mère
- Lyes Salem : Youssef, le mari de Miriam
- Sean Gullette : Jason, le mari de Sofia
- Jad Mhidi Senhaji : Noah, le fils de Sofia et Jason
- Hadi Alaoui : Mamoun, le fils gothique rebelle de Kenza

## Autour du film
- Dernier rôle au cinéma pour Omar Sharif

## Sélection
- Festival du film de Sydney 2014

## Musique
Sauf indication contraire ou complémentaire, les informations mentionnées dans cette section proviennent du générique de fin de l'œuvre audiovisuelle présentée ici.
- (We're Off on the) Road to Morocco - Bing Crosby & Bob Hope